# Гуантанамера
Гуантанаме́ра (исп. Guantanamera — девушка из Гуантанамо) — одна из самых известных кубинских песен. Написана на основе первых строк одноименной поэмы Хосе Марти — кубинского поэта и писателя XIX века, борца за освобождение Кубы от Испании. Поэма была опубликована в его сборнике «Versos Sencillos» («Простые стихи»), вышедшем в 1891 году.
Считается, что музыка к песне была написана кубинским музыкантом Хосе Фернандесом Диасом («Хосеито») предположительно в 1929 году (точная дата неизвестна). Он же написал полный вариант песни, считающийся «классическим».
Учитывая уважение кубинцев к Марти, можно сказать, что после своего возникновения эта песня стала чуть ли не неофициальным гимном Кубы. Существуют её многочисленные варианты и перепевы.

## Сюжет
В тексте песни рассказывается о девушке из города Гуантанамо, с которой у героя были романтические отношения и которая в итоге оставила его. Есть мнение, что этим героем был сам Фернандес.
История припева «Гуантанамера … / Гуахира Гуантанамера …» примерно такова. Гарсия с друзьями стояли в подворотне. Мимо прошла девушка (из Гуантанамо) и парни сделали ей необычный комплимент (по-испански — «пиропо»). Девушка ответила довольно жёстко, обиделась и ушла своей дорогой. Обескураженный Гарсия всё думал о её реакции, пока его друзья над ним подшучивали. Позже, вернувшись домой, он сел за пианино и вместе с друзьями написал этот рефрен.
«Гуахира» (исп. guajira — крестьянка) — кубинский народный ритм, популярный у крестьян Кубы. Таким образом, фраза «Гуахира Гуантанамера» может означать «крестьянская девушка из Гуантанамо» или «ритм „гуахира“ из Гуантанамо», образуя игру слов. Соответственно, в припеве речь может идти о самой песне (её ритме) или о девушке, что более вероятно.